# Дойна (Нямц)
Дойна (рум. Doina) — село у повіті Нямц в Румунії. Входить до складу комуни Джиров.
Село розташоване на відстані 277 км на північ від Бухареста, 10 км на схід від П'ятра-Нямца, 85 км на захід від Ясс.

## Населення
За даними перепису населення 2002 року у селі проживали 302 особи, усі — румуни. Усі жителі села рідною мовою назвали румунську.